# Xerocomus silwoodensis
Xerocomus silwoodensis är en svampart som beskrevs av A.E. Hills, U. Eberh. & A.F.S. Taylor 2007. Xerocomus silwoodensis ingår i släktet Xerocomus och familjen Boletaceae.  Artens status i Sverige är: Ej påträffad. Inga underarter finns listade i Catalogue of Life.